# Santa Catarina (Nuevo León)
Santa Catarina – miasto w Meksyku w stanie Nuevo León, leżące w obszarze metropolitarnym Monterrey. Miasto otrzymało nazwę Santa Catarina na cześć Katarzyny z Aleksandrii - męczennicy chrześcijańskiej. Ponad 80% powierzchni gminy zajmują łańcuch górski Sierra Madre Wschodnia oraz Parque Nacional Cumbres de Monterrey - Park Narodowy Monterrey.
W mieście rozwinął się przemysłu spożywczy oraz włókienniczy.